# Остин, Том
Том О́стин (англ. Tom Austen, возможно написание О́стен, род. 15 сентября 1987, Тонтон, Сомерсет, Англия, Великобритания) — британский актёр. Наиболее известен по роли Джаспера Фроста в телесериале «Члены королевской семьи».

## Биография
Том Остин родился в Тонтоне, графство Сомерсет, и посещал Колледж Куинс в Тонтоне, а затем Гилдхоллскую школу музыки и театра.
Остин получил свою первую роль в одном из эпизодов телесериала «Бесстыдники», в котором сыграл мальчика по вызову Анто в 2010 году. Он появился в нескольких эпизодах телесериалов «Борджиа» и «Бивер Фолс» в 2012 году, а затем получил одну из главных ролей в полицейской драме «Джо» в 2013 году. После этого Остин сыграл Гая Хопкинса, одного из главных героев в «Гранчестере» в 2014 году, а в 2015 году получил роль двуличного телохранителя Джаспера Фроста в мыльной опере телеканала E! «Члены королевской семьи».

## Фильмография
| Год        | Название на русском               | Название на английском        | Роль                | Примечания                                       | Источники                 |
| ---------- | --------------------------------- | ----------------------------- | ------------------- | ------------------------------------------------ | ------------------------- |
| 2010       | Бесстыдники                       | Shameless                     | Анто                | Телесериал (сезон 7 – эпизод "Gang Wars")        | [ 1 ] [ 2 ]               |
| 2011       | Врачи                             | Doctors                       | Джонатан Боун       | Мыльная опера (эпизод "Charming")                | [ 12 ]                    |
| 2012       | Борджиа                           | The Borgias                   | Рафаэлло Паллавинчи | Телесериал (сезон 2 – 4 эпизода)                 | [ 2 ] [ 3 ]               |
| 2012       | Плохие                            | Misfits                       | Пит                 | Телесериал (сезон 4 – эпизод 4)                  | [ 1 ] [ 2 ]               |
| 2012       | Бивер Фолс                        | Beaver Falls                  | Мак                 | Телесериал (сезон 2 – основной состав)           | [ 1 ] [ 2 ]               |
| 2013       | Джо                               | Jo                            | Марк Баярд          | Телесериал (основной состав)                     | [ 2 ] [ 3 ] [ 4 ]         |
| 2013       | Легенды: Гробница дракона         | Legendary: Tomb of the Dragon | Скотт               | Художественный фильм                             | [ 2 ]                     |
| 2013       | Ирландцы в Лондоне                | London Irish                  | Мартин              | Телесериал (сезон 1 – эпизод 4)                  | [ 13 ]                    |
| 2013       | Пуаро Агаты Кристи                | Agatha Christie's Poirot      | Тед Уильямс         | Телесериал (сезон 13 – эпизод "Подвиги Геракла") | [ 14 ] [ 15 ]             |
| 2014       | Железный рыцарь 2: Битва за кровь | Ironclad: Battle for Blood    | Ги де Лузиньян      | Художественный фильм                             | [ 16 ]                    |
| 2014, 2016 | Гранчестер                        | Grantchester                  | Гай Хопкинс         | Телесериал                                       | [ 5 ] [ 6 ] [ 7 ]         |
| 2015       | Незабытый                         | Unforgotten                   | Джош Кросс          | Телесериал (6 эпизодов)                          | [ 17 ]                    |
| 2015–2018  | Члены королевской семьи           | The Royals                    | Джаспер Фрост       | Телесериал (основной состав)                     | [ 8 ] [ 9 ] [ 10 ] [ 11 ] |
| 2017       | Урожай Дьявола                    | Bitter Harvest                | Тарас               | Художественный фильм                             | [ 18 ]                    |
| 2020       | С большой буквы                   | The Bold Type                 | бармен              | Телесериал (сезон 4 – эпизод 5)                  |                           |
| 2020       | Хелстром                          | Helstrom                      | Дэймон Хелстром     | Телесериал (основной состав)                     |                           |